# Phidippus pompatus
Phidippus pompatus är en spindelart som beskrevs av Edwards 2004. Phidippus pompatus ingår i släktet Phidippus och familjen hoppspindlar. Inga underarter finns listade i Catalogue of Life.